# ویژگی‌های مدیر پروژه براساس استاندارد PMBOK-2017
اصطلاح «مدیر پروژه» لزوماً به معنی سالخورده و کهنسال بودن نیست. ممکن است یک فرد در عین جوانی و شادابی، در مدیریت پروژه تفکرات سنتی داشته باشد. اما مدیر پروژه براساس استاندارد PMBOK-2017 (ویرایش ۶) این گونه تعریف می‌شود: «مدیر پروژه فردی است که توسط سازمان اجرائی برای هدایت تیمی که مسئول دستیابی به اهداف پروژه است، منصوب می‌شود». همچنین براساس این استاندارد حوزه نفوذ مدیر پروژه به عنوان هسته اصلی در میان سایر ذی نفعان پروژه تعریف می‌گردد. (شکل ۱)

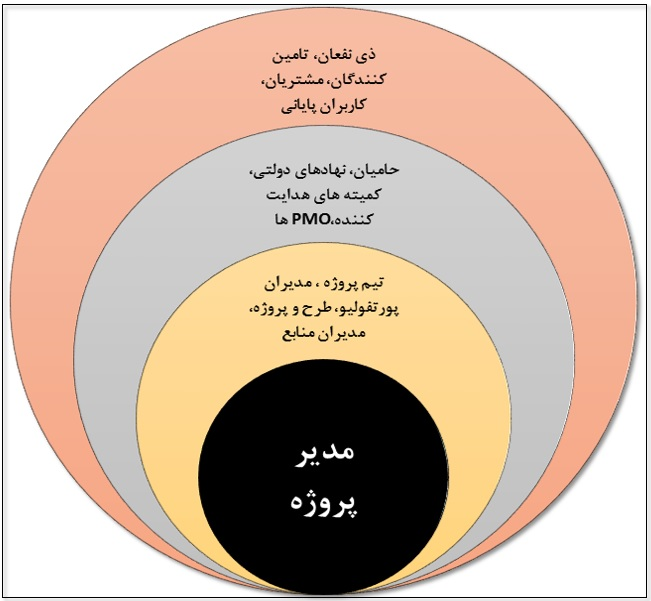
شکل ۱: حوزه نفوذ مدیر پروژه (براساس استاندارد PMBOK-2017)

یکی از پیشنهادها استاندارد PMBOK-2017 حضور مدیر پروژه از همان فاز ارزیابی و تجزیه تحلیل شروع یا عدم شروع پروژه است (فاز صفر). ضمناً نقش مدیر پروژه در این استاندارد از سازمان به سازمان و حتی از صنعت به صنعت متفاوت پیش‌بینی شده‌است. چراکه مسئولیت‌ها و اختیارات مدیر پروژه تابعی از ساختار سازمانی هر پروژه است؛ لذا اگر مثلاً ساختار سازمانی پروژه ای وظیفه ای (Functional) یا ساختار سازمانی ساده (Organic) یا ساختار سازمانی چندبخشی (Multi-Divisional)باشد، مدیر پروژه حداقل اختیارات را در اجرای پروژه دارا است. در واقع می‌توان گفت نقش مدیر پروژه نیز مانند فرایندهای ۴۹ گانه مدیریت پروژه براساس استاندارد PMBOK-2017 قابل سفارشی شدن یا (Tailor Made) شدن است.
یکی دیگر از تفاوت‌های مدیر پروژه براساس استاندارد PMBOK-2017 (ویرایش ۶)، ویژگی رهبری یا ارکستریشن (مانند برنامه‌ریزی، هماهنگی، ارتباطات تیم) در رسیدن به اهداف پروژه است. این نقش جدید، در طول چرخه حیات پروژه به صورت مداوم جاری و ساری است. همچنین لازم است تا مدیر پروژه، دانش مدیریت پروژه و دانش فنی را در کنار تجربه بکارگیرد. این موضوع در تقابل با رویکرد مدیریت پروژه سنتی است که در آن معتقدند برنامه‌ریزی و کنترل پروژه امری زائد، بی‌فایده، لوکس، تشریفاتی و غیرکاربردی است.
بر اساس تحقیقات مؤسسه PMI سه دسته از مهارت‌ها بیشترین نقش را در موفقیت مدیران پروژه‌ها داشته‌است.

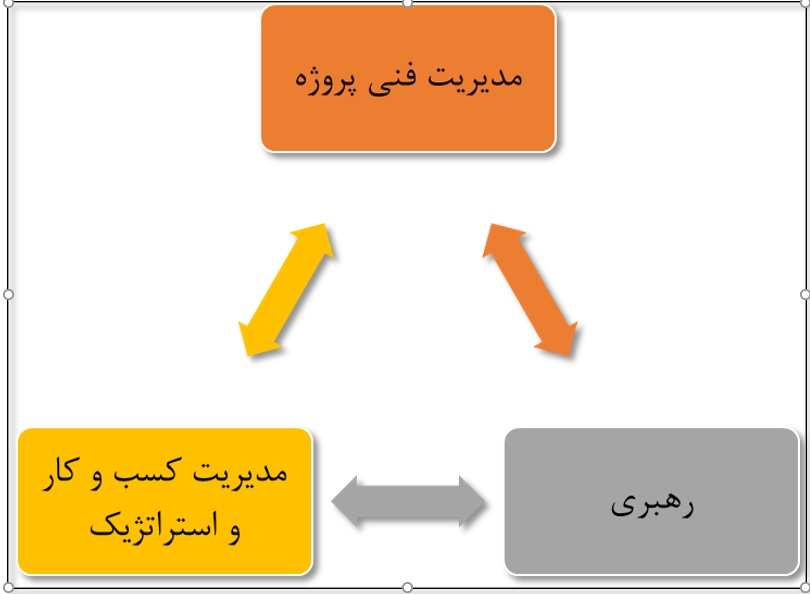
شکل ۲: مثلث پیشنهادی استعداد مؤسسه PMI برای مدیر پروژه براساس استاندارد (PMBOK-2017)

۱. مهارت‌های مدیریت فنی پروژه:دانش و مهارت‌های فنی لازم جهت مدیریت یک پروژه، پورتفولیو یا یک طرح. مهارت‌هایی مانند جمع‌آوری الزامات، تهیه برنامه زمانبندی، گزارش‌گیری، مدیریت ریسک و مدیریت منابع، استفاده از ابزارها و تکنیک‌های چابک، اولویت بندی مشکلات و … جز مهارت‌های مدیر پروژه در این بخش است.
۲. دو مهارت‌های رهبری:دانش، مهارت و رفتارهای مورد نیاز جهت انگیزه بخشی و هدایت تیم پروژه و کسب حمایت آنان در جهت اهداف پروژه. مهارت‌هایی مانند مذاکره، انعطاف‌پذیری، انگیزش، تأثیرگذاری، حل مسئله، تفکر انتقادی و تیم سازی در این بخش قرار می‌گیرند. در ۷۱ درصد سازمان‌ها مهارت رهبری به عنوان یکی از عوامل بسیار مهم و حیاتی در موفقیت‌های بلند مدت سازمان شناخته شده‌است.
۳. مهارت‌های استراتژیک و مدیریت کسب و کار: دانش و مهارت‌های مورد نیاز جهت بهبود عملکرد سازمان در جهت دستیابی به اقلام قابل تحویل پروژه است. مهارت‌هایی مانند فراست و بینش خوب از کسب و کار، مهارت‌های مالی، بازاریابی مدیریت قرارداد و مدیریت پیچیدگی‌های پروژه جز مهارت‌های مدیر پروژه در این بخش است. آمار مؤسسه PMI نشان می هد که در ۷۲ درصد پروژه‌هایی که مدیر پروژه و افراد تیم پروژه با استراتژی‌های سازمانی هماهنگ بوده‌اند با موفقیت به پایان رسیده‌است.